# 281.ª División de Seguridad (Alemania)
La 281.ª División de Seguridad (en alemán: 281. Sicherungs-Division) era una división de seguridad de la retaguardia en la Wehrmacht de la Alemania nazi. Formada en 1941, la unidad se desplegó en áreas ocupadas por los alemanes de la Unión Soviética, en la Zona de Retaguardia del Grupo de Ejércitos Norte. La unidad se convirtió en una división de infantería en 1945, mientras estaba desplegada en Curlandia.

## Historial de operaciones
Formada en marzo de 1941, la 281.ª División de Seguridad sirvió en la Zona de Retaguardia del Grupo de Ejércitos Norte, en el norte de Rusia. A principios de 1942, bajo el mando del general Theodor Scherer, las unidades de la división fueron rodeadas por las fuerzas soviéticas en Chelm en lo que se conoció como la bolsa de Chelm. La bolsa fue liberada después de cuatro meses. Durante los dos años siguientes, estuvo desplegada en el sector norte y participó en operaciones de seguridad y antipartisanas en la retaguardia, aunque unidades de la división entraron en combate en la línea del frente. Una de las principales operaciones antipartisanas en las que participó fue la Operación Frühjahrsbestellung en abril de 1943. Fue destruida a mediados de 1944.
Fue reconstituida en Curlandia en enero de 1945 como la 281.ª División de Infantería. Se retiró al río Óder, donde en mayo se rindió con el resto del 3.er Ejército Panzer.